# Mimo, sur la trace des dinos

Mimo, sur la trace des dinos est un album de bande dessinée et d'illustrations réalisé autour du site paléontologique d'Angeac-Charente publié en juillet 2012.
L'ouvrage se décompose en trois chapitres. Le premier raconte l'histoire de Mimo, un ornithomimosaure et de son compère Hector, un carcharodontosaure, sur des textes d'isabelle Dethan. Le deuxième égrène et décrit le bestiaire angeacais datant du crétacé inférieur sur des textes de Ronan Allain, paléontologue au Muséum d'histoire naturelle de Paris. Le troisième nous livre la chronique des deux premières campagnes de fouilles (2010-2011) tirée des carnets de Mazan et accompagnée des textes pédagogiques de Jean-François Tournepiche, conservateur du Musée d'Angoulême.